# Ectobius albicinctus
Ectobius albicinctus es una especie de cucaracha del género Ectobius, familia Ectobiidae.

## Distribución
Esta especie se encuentra en Bosnia, Italia, Croacia, Eslovenia y Yugoslavia.